# Emeryopone buttelreepeni
Emeryopone buttelreepeni är en myrart som beskrevs av Auguste-Henri Forel 1912. Emeryopone buttelreepeni ingår i släktet Emeryopone och familjen myror. Inga underarter finns listade i Catalogue of Life.

## Bildgalleri

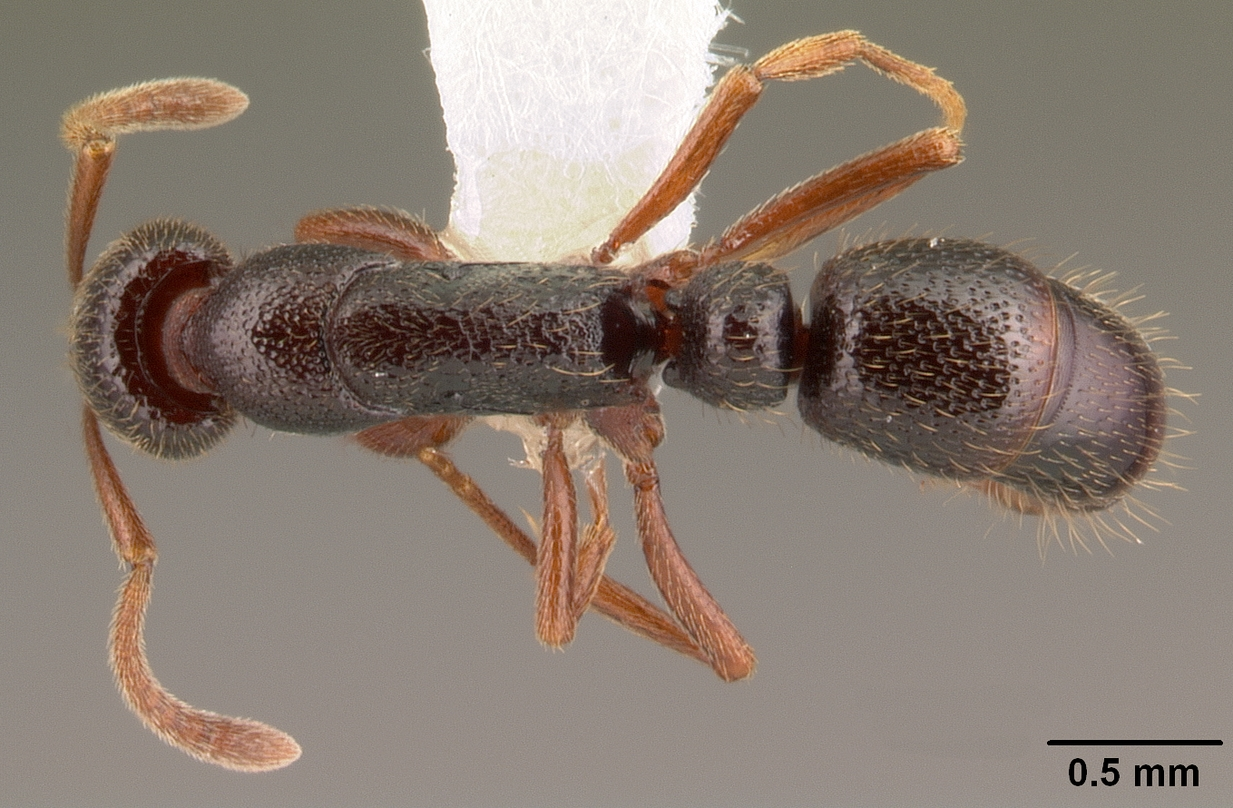
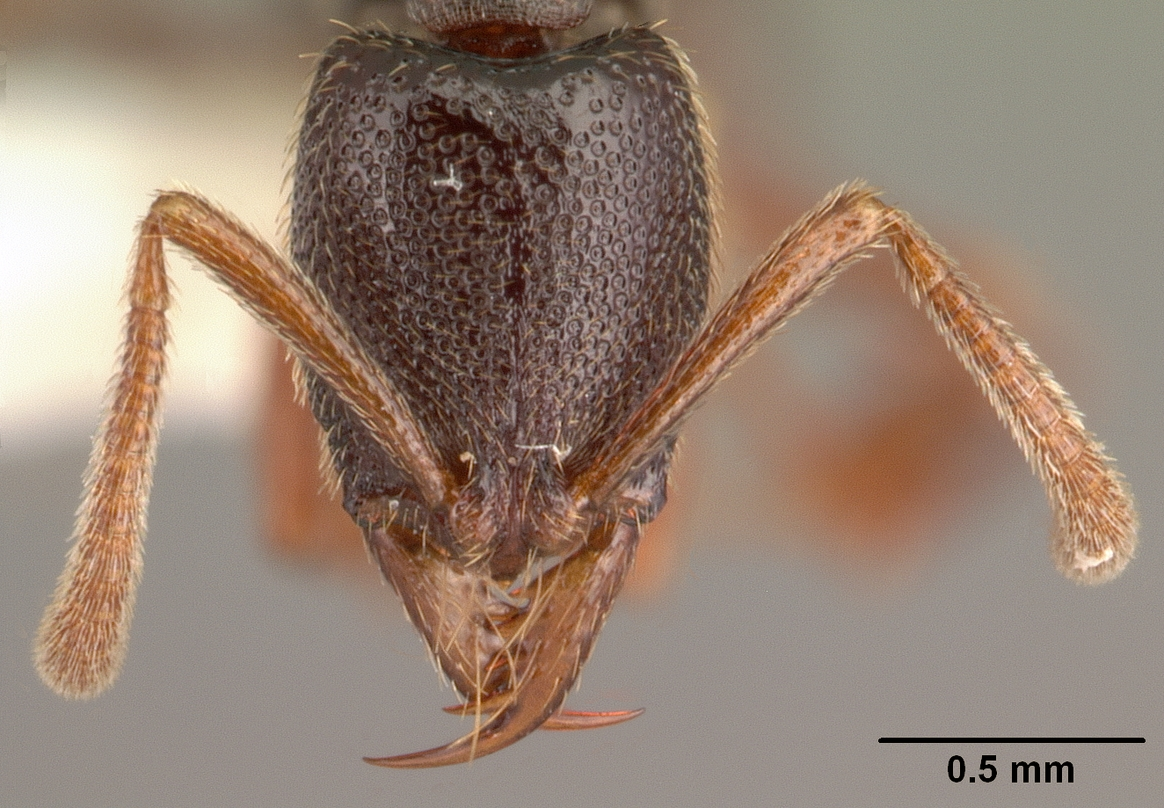
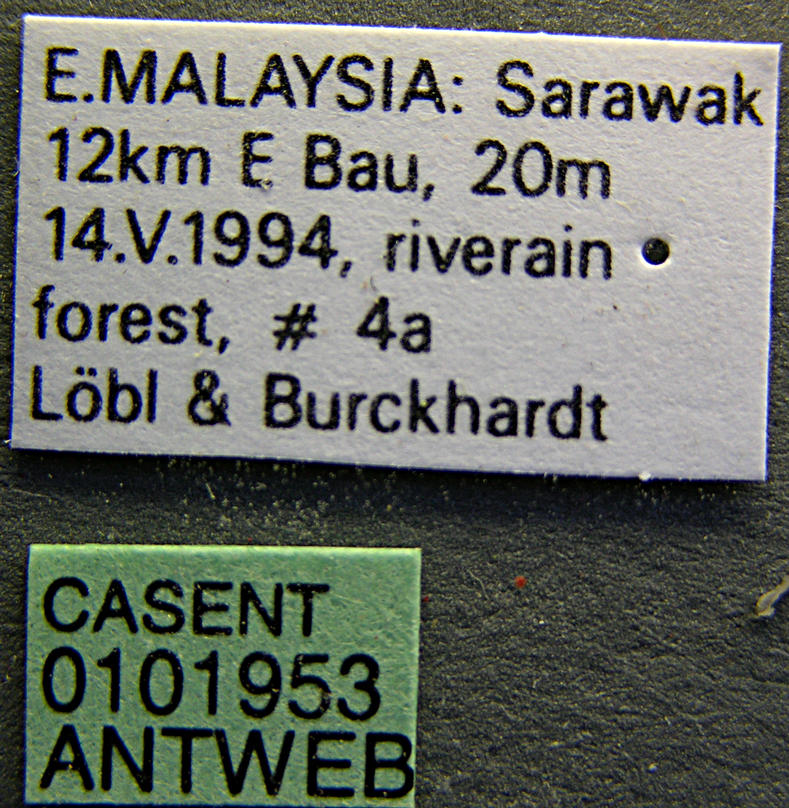
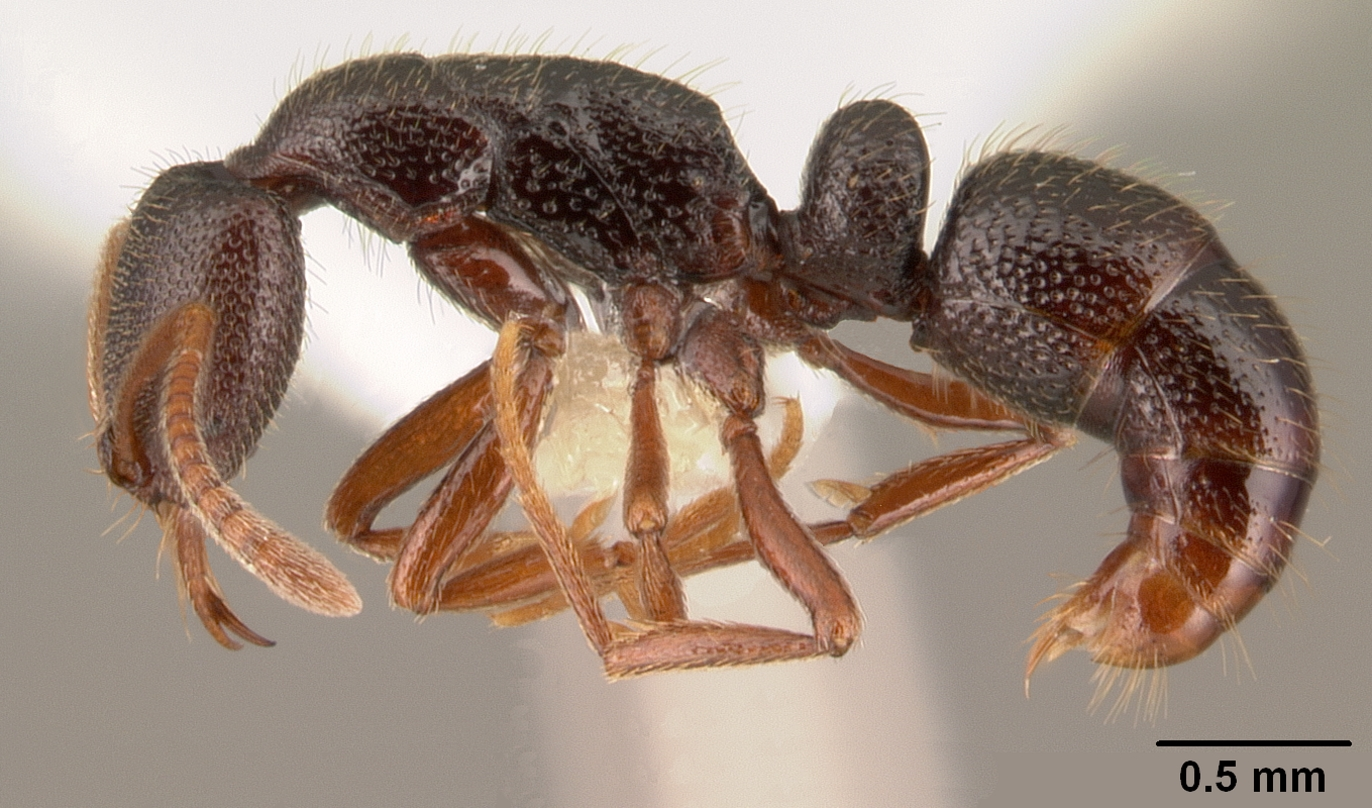
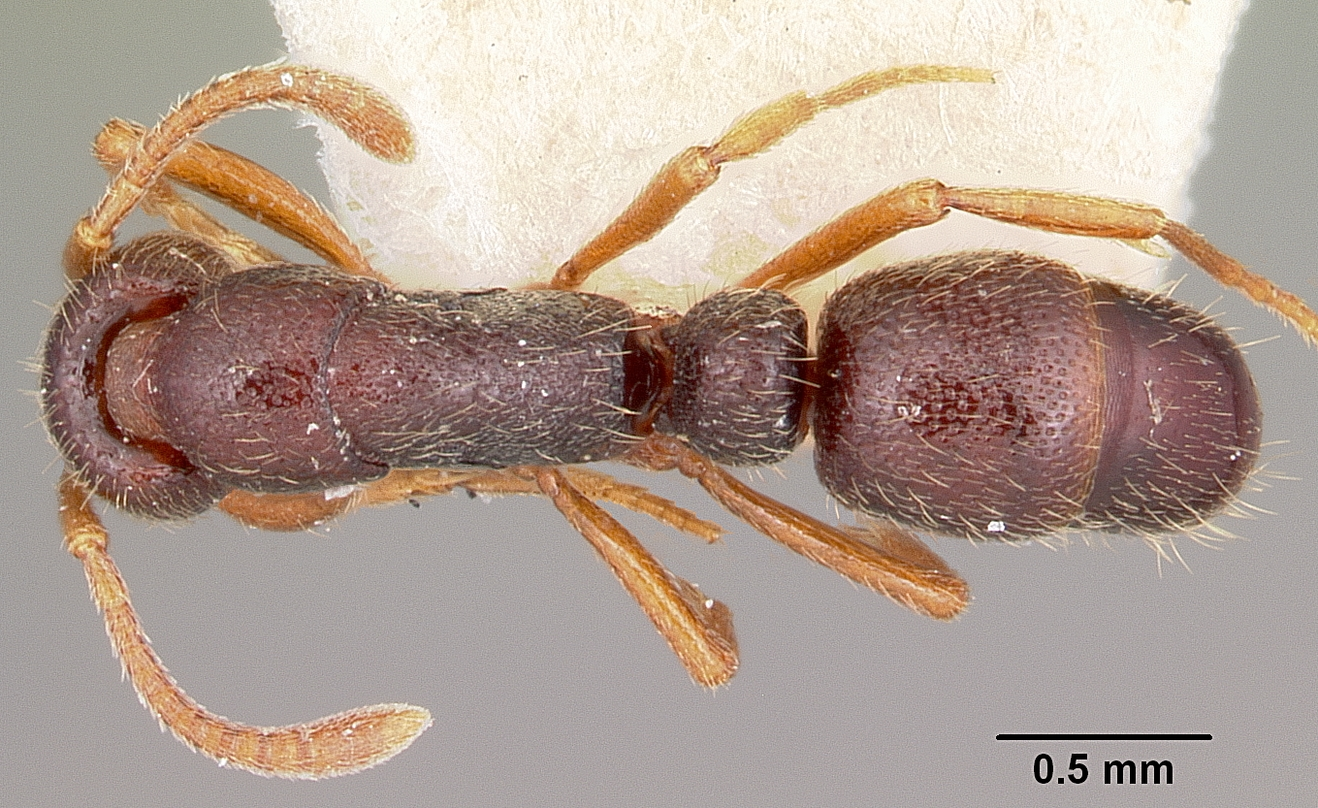
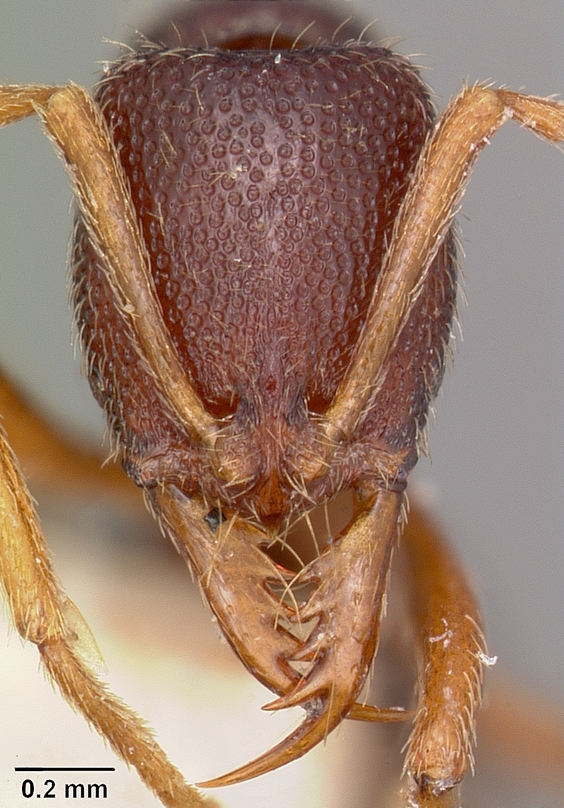